# Лекнес
Ле́кнес (норв. Leknes) — город и административный центр коммуны Вествогёй (крупнейшая коммуна в Лофотене и Вестеролене по количеству жителей) в фюльке Нурланн в Норвегии. Город расположен в географическом центре Лофотенских островов, на расстоянии около 68 км на запад от Свольвера и в 65 км к востоку от города О. Население города составляет 2 661 человек.
Лекнес является торговым центром Лофотенских островов, соперничая только со Свольвером. В городе расположен аэропорт, обслуживающий региональные самолёты компании Widerøe, выполняющие ежедневные регулярные рейсы в Будё и нерегулярные рейсы в Свольвер. Так же на территории города находится небольшая автобусная станция. У Лекнеса есть город-побратим Гравдаль, в котором расположена региональная больница Lofoten Sykehus.
Лекнес является одним из нескольких городов на Лофотенских островов, который не базируется на рыболовстве и центр которого расположен не на море. По этим причинам, а также из-за быстрого развития в последнее время, в нём нет традиционной деревянной архитектуры, как в остальных городах Лофотена, и он не является таким живописным городом, как соседние рыбацкие деревни. Однако, его природный ландшафт, имеющий горы, пики, скалы и белые песчаные пляжи, рассматривается как один из самых великолепных в Норвегии. Городская гавань Leknes Havn является одной из важнейших в Норвегии и самых посещаемых круизными кораблями.
Полярный день в Лекнесе длится с 26 мая по 17 июля, а полярная ночь — с 9 декабря по 4 января.